# Конвергентна педагогіка
Конверге́нтна педаго́гіка — це напрямок педагогіки, що вивчає інтегративні явища в навчальному процесі, які виникають при конвергенції (зближенні) елементів формальної та неформальної освіти задля побудови цілісної системи взаємодії репрезентантів освітніх послуг з їх бенефіціарами.
Поява термінів «конвергенція» та «конвергентність» наприкінці 20 століття пов'язана з ім'ям іспанського соціолога Мануеля Кастельса.
Після чого ця термінологія широко застосовувалася в різних галузях науки, перш за все технічного (технологічна конвергенція) і соціологічного напрямку (політологія), широко застосовувалась в економічних дослідженнях, надалі адаптувалася під гуманітарну галузь (мовознавство та педагогіка).

## Принципи конвергентної педагогіки
- переосмислення ролевих функцій учасників навчального процесу;
- переформатування змісту освіти;
- орієнтованість на розвиток soft skills;
- сконцентрованість на ергономічності процесу навчання;
- рефлексивне сприйняття результатів навчання.

Напрямок конвергентної педагогіки виник як логічне продовження освітніх тенденцій міжпредметних зв'язків та інтегративних технологій в освіті.
Термін «конвергенція» був запозичений з інших наукових галузей (інженерія, історіографія, мовознавство, політологія, економіка тощо).
Під конвергенцією в педагогіці розуміють зближення різних компонентів (освітніх матеріалів, методик, практичного інструментарію) навколо провідної ідеї (теми). Від того, наскільки широким є «арсенал» педагога, залежить рівень його майстерності та результативність навчання.

## Конвергентна педагогіка в дослідженнях українських науковців
В. Федорець вказує на недостатню вивченість напрямку конвергентної педагогіки, але розкриває власне розуміння цього терміна:
«У науковій педагогічній літературі, а також у дослідженнях гуманітарного напряму методологічно і практично орієнтовану проблематику вивчення компетентності як складного, системного, конвергентного (у розумінні такого, що зближує, інтегративного, консолідуючого), глобального, багатомірного, поліфункціонального, антропокультурного феномену сучасного технологічно, економічно, інформаційно спрямованого світу розкрито недостатньо».
Н. Сулаєва, досліджуючи доцільність використання конвергентних підходів в навчанні майбутніх фахівців освіти, констатує:
«Конвергентність формальної педагогічної освіти студентів психолого-педагогічного факультету ПНПУ імені В. Г. Короленка з неформальною мистецькою освітою в художньо-творчих колективах має потужний вплив на якість підготовки майбутніх фахівців освітньої галузі. Це увиразнюється у вдосконаленні ключових компетентностей, з-поміж яких виокремлюються: обізнаність і самовираження у сфері культури; соціальна та громадянська компетентності; спілкування державною мовою».

## Конвергентна педагогіка в Україні
В українському науково-освітянському середовищі цей напрямок представлений  науковими дослідженнями, семінарами практичного спрямування (наприклад, семінар «Конвергентність в освітньому процесі закладів загальної середньої освіти») та громадськими об'єднаннями педагогів, що здійснюють свою практичну діяльність за принципами конвергентної педагогіки  (ГО «ФЕДЕРАЦІЯ КОНВЕРГЕНТНОЇ ПЕДАГОГІКИ»).
Громадська організація «ФЕДЕРАЦІЯ КОНВЕРГЕНТНОЇ ПЕДАГОГІКИ» заснована у грудні 2019 року, її очолює Широкова Віра Геннадіївна. За час свого існування діяльність організації спрямована на впровадження принципів конвергентної педагогіки у різні сфери освіти та організацію практично-методичних заходів різного рівня (фестивалі, конференції, семінари, тренінги).